# Carl Woese
Carl Richard Woese (15. července 1928 Syracuse, New York, USA – 30. prosince 2012 Urbana, Illinois, USA) byl americký mikrobiolog, který navštěvoval Deerfield Academy a Amherst College, a proslavil se svou prací Phylogenetic structure of the prokaryotic domain: the primary kingdoms, v níž definoval novou říší či doménu Archaea. Tato práce vyšla v roce 1977, a její výsledky byly založeny na sekvenaci a srovnávání rRNA (tuto techniku sám rozvinul). Carl Woese se také významně podílel na výstavbě teorie RNA světa (roku 1967).
Ke konci svého života byl profesorem mikrobiologie na University of Illinois at Urbana-Champaign.